# Prionosciadium townsendi
Prionosciadium townsendi är en flockblommig växtart som beskrevs av Joseph Nelson Rose. Prionosciadium townsendi ingår i släktet Prionosciadium och familjen flockblommiga växter. Inga underarter finns listade i Catalogue of Life.